# Siergiej Klopow
Siergiej Aleksiejewicz Klopow (ros. Сергей Алексеевич Клёпов, ur. 2 września?/15 września 1900 w Woroneżu, zm. 1972) – funkcjonariusz NKWD, generał major.

## Życiorys
Syn szewca-chałupnika, po ukończeniu 1911 szkoły parafialnej w Woroneżu został uczniem ślusarza na torze rowerowym i później ślusarzem w zajezdni. Od 1920 w Czece, od 1923 w RKP(b), 1930 ukończył szkołę Oddziału Transportu OGPU, 1939-1941 szef Oddziału Dróg i Transportu NKWD Kolei Lwowskiej, od lutego do lipca 1941 szef Zarządu NKWD obwodu smoleńskiego, potem szef Oddziału do Walki z Bandytyzmem NKWD ZSRR. Od czerwca 1942 szef Zarządu NKWD Kraju Ordżonikidzewskiego (obecnie Kraj Stawropolski), od 26 grudnia 1942 do 16 maja 1943 zastępca szefa II Zarządu NKWD ZSRR, od maja 1943 zastępca szefa III Zarządu NKGB ZSRR, od czerwca 1945 do stycznia 1948 szef sektora operacyjnego NKWD/MWD/MGB Saksonii. 9 lipca 1945 mianowany generałem majorem. Brał udział w wysiedlaniu Tatarów krymskich w 1944. 30 stycznia 1948 aresztowany, 17 października 1951 skazany na 10 lat więzienia i pozbawienie praw publicznych na 3 lata, 30 października 1951 uchwałą Rady Ministrów ZSRR pozbawiony stopnia generała-lejtnanta jako skazany „za nadużycie stanowiska służbowego i zawłaszczenie mienia socjalistycznego”. 15 VIII 1953 zrehabilitowany, przywrócono mu stopień. 7 października 1953 zwolniony do rezerwy „z powodu redukcji etatów”, w styczniu 1954 wykluczony z KPZR. Po zwolnieniu był tłoczarzem w moskiewskiej fabryce.

## Odznaczenia
- Order Lenina
- Order Czerwonego Sztandaru (dwukrotnie)
- Order Kutuzowa II klasy (8 marca 1944)
- Order Wojny Ojczyźnianej I klasy (dwukrotnie - 7 lipca i 3 grudnia 1944)
- Order Wojny Ojczyźnianej II klasy (20 lutego 1945)
- Odznaka „Honorowy Funkcjonariusz Czeki/GPU (XV)” (20 grudnia 1932)
- Odznaka „Zasłużony Funkcjonariusz NKWD” (4 lutego 1942)

I 3 medale.